# Prosoplus aspersus
Prosoplus aspersus är en skalbaggsart som först beskrevs av Xavier Montrouzier 1855.  Prosoplus aspersus ingår i släktet Prosoplus och familjen långhorningar. Inga underarter finns listade i Catalogue of Life.